# Orimarga arizonensis
Orimarga arizonensis är en tvåvingeart som beskrevs av Daniel William Coquillett 1902. Orimarga arizonensis ingår i släktet Orimarga och familjen småharkrankar. Inga underarter finns listade i Catalogue of Life.